# Hamchétou Maïga
Hamchétou Maïga (25 de abril de 1978) é uma basquetebolista profissional malinesa.

## Carreira
Hamchétou Maïga integrou a Seleção Malinesa de Basquetebol Feminino em Pequim 2008, terminando na décima-segunda posição.